# Khavasji Khatsygov
Khavasji Khatsygov (hviderussisk: Хаважы Ахмедавіч Хацыгаў tr. Khavazjy Akhmedavitj Khatsyhaw ; russisk: Хава́жи Ахме́дович Хацы́гов (Хацигов) tr. Khavasji Akhmedovitj Khatsygov (Khatsigov) født 17. april 1977 i Grosnij, Tjetjenien, Sovjetunionen) er en hviderussisk amatørbokser, som konkurrerer i vægtklassen bantamvægt. Khatsygov har ingen større internationale resultater, og fik sin olympiske debut da han repræsenterede Hviderusland under Sommer-OL 2004, hvor han røg ud i anden runde. Han repræsenterede også Hviderusland under Sommer-OL 2008. Her blev han slået ud i første runde af Veaceslav Gojan fra Moldova i samme vægtklasse. Han blev også europamester i boksning i 2002 i Perm, Rusland.